# Ida (Luisiana)
Ida es una villa ubicada en la parroquia de Caddo en el estado estadounidense de Luisiana. En el Censo de 2010 tenía una población de 221 habitantes y una densidad poblacional de 61,12 personas por km².

## Geografía
Ida se encuentra ubicada en las coordenadas 32°59′58″N 93°53′41″O / 32.99944, -93.89472. Según la Oficina del Censo de los Estados Unidos, Ida tiene una superficie total de 3.62 km², de la cual 3.62 km² corresponden a tierra firme y (0%) 0 km² es agua.

## Demografía
Según el censo de 2010, había 221 personas residiendo en Ida. La densidad de población era de 61,12 hab./km². De los 221 habitantes, Ida estaba compuesto por el 96.38% blancos, el 0.9% eran afroamericanos, el 0% eran amerindios, el 0% eran asiáticos, el 0% eran isleños del Pacífico, el 0.45% eran de otras razas y el 2.26% pertenecían a dos o más razas. Del total de la población el 0.45% eran hispanos o latinos de cualquier raza.